# 大嶽秀夫
大嶽 秀夫（おおたけ ひでお、1943年10月28日 - ）は、日本の政治学者。専攻は、政治過程論・日本政治。学位は、法学博士（論文博士・1977年）。東北大学名誉教授、京都大学名誉教授。

## 略歴
- 岐阜県多治見市生まれ。

### 学歴
- 1962年 東海高等学校卒業
- 1966年 京都大学法学部卒業（猪木正道ゼミ）
- 1969年 東京大学大学院法学政治学研究科修士課程修了
- 1974年 同博士課程単位取得
- 1977年 同修了、学位論文『経済権力と政治権力：現代日本の政治における大企業の影響力』で法学博士の学位を取得（学位論文主査は岡義達）
- シカゴ大学、ハンブルク大学、パリ政治学研究所に留学。

### 職歴
- 1974年4月 - 専修大学法学部専任講師
- 1976年4月 - 専修大学法学部助教授
- 1978年4月 - 東北大学法学部助教授
- 1985年4月 - 東北大学法学部教授
- 1992年4月 - 京都大学大学院法学研究科教授（政治過程論講座担当）
- 2007年3月 - 同大学定年退職、4月京都大学名誉教授[1]
- 2007年4月 - 同志社女子大学現代社会学部社会システム学科教授、東北大学名誉教授[2]
- 2009年4月 - 同志社女子大学現代社会学部社会システム学科客員教授（～2014年3月）

この間に放送大学客員教授を務めた。

## 人物
京都大学時代のゼミ生に作家の万城目学がいる。
読売テレビ制作の「ウェークアップ!」のレギュラーコメンテーター時代には原田和明、本間正明らと論争を展開した。2000年頃から2年間、鬱病であったことを『日本型ポピュリズム』の中で告白している。

## 社会的活動
- 日本政治学会理事、企画委員長、国際交流委員長を歴任
- 世界政治学会理事を歴任
- レヴァイアサン (雑誌)顧問（創刊当時の編集人）
- 財団法人宮城県地域振興センター顧問

## 受賞・栄典
- 第1回サントリー学芸賞（1979年）（『現代日本の政治権力経済権力』）
- 第2回NIRA東畑記念賞（1979年）（『アデナウアーと吉田茂』）
- 紫綬褒章（2001年）
- 瑞宝中綬章（2018年）[3]

## 著作

### 単著
- 『現代日本の政治権力経済権力』（三一書房、1979年／増補新版、1996年）
- 『日本の防衛と国内政治――デタントから軍拡へ』（三一書房、1983年）
- 『アデナウアーと吉田茂』（中央公論社［中公叢書］、1986年）
- 『再軍備とナショナリズム――保守、リベラル、社会民主主義者の防衛観』（中央公論社［中公新書］、1988年／講談社学術文庫、2005年）
- 『政策過程』（東京大学出版会、1990年）
- 『二つの戦後――ドイツと日本』（日本放送出版協会［NHKブックス］、1992年）
- 『戦後政治と政治学』（東京大学出版会、1994年）
- 『自由主義的改革の時代――1980年代前期の日本政治』（中央公論社［中公叢書］、1994年）
- 『政治分析の手法――自由化の政治学』（放送大学教育振興会、1995年）
- 『戦後日本のイデオロギー対立』（三一書房、1996年）
- 『「行革」の発想』（TBSブリタニカ、1997年）
- 『日本政治の対立軸――93年以降の政界再編の中で』（中央公論新社［中公新書］、1999年）
- 『高度成長期の政治学』（東京大学出版会、1999年）
- 『日本型ポピュリズム――政治への期待と幻滅』（中央公論新社［中公新書］、2003年）
- 『小泉純一郎ポピュリズムの研究――その戦略と手法』（東洋経済新報社、2006年）
- 『新左翼の遺産――ニューレフトからポストモダンへ』（東京大学出版会、2007年）
- 『20世紀アメリカン・システムとジェンダー秩序ーー政治社会学的考察』（岩波書店、2011年）
- 『ニクソンとキッシンジャー――現実主義外交とは何か』（中央公論新社［中公新書］、2013年）
- 『フェミニストたちの政治史 参政権、リブ、平等法』（東京大学出版会、2017年）
- 『日本とフランス 「官僚国家」の戦後史』（NHK出版［NHKブックス］、2017年）
- 『平成政治史　政界再編とポスト冷戦型社会運動』（筑摩書房［ちくま新書］、2020年）

### 共著
- （曽根泰教・鴨武彦）『政治学』（有斐閣、1996年）
- （野中尚人）『政治過程の比較分析――フランスと日本』（放送大学教育振興会、1999年）

### 編著
- 『日本政治の争点――事例研究による政治体制の分析』（三一書房、1984年）
- 『政界再編の研究――新選挙制度による総選挙』（有斐閣、1997年）

### 訳書
- デイヴィッド・イーストン『現代政治理論の構想』（勁草書房、1971年）

### 編纂史料
- 『戦後日本防衛問題資料集（1）非軍事化から再軍備へ』（三一書房、1991年）
- 『戦後日本防衛問題資料集（2）講和と再軍備の本格化』（三一書房、1992年）
- 『戦後日本防衛問題資料集（3）自衛隊の創設』（三一書房、1993年）

## 門下生
- 新川敏光
- 鹿毛利枝子